# Christopher Butler
Basil Christopher Butler O.S.B.  (7 de mayo de 1902–20 de septiembre de 1986). Fue un converso de la Iglesia de Inglaterra a la Iglesia católica a la edad de 26 años, sacerdote católico y Obispo, y el 7º Abad de la Abadía de Downside, Abad Presidente de la Congregación Inglesa Benedictina, académico respetado en Sagrada Escritura, defensor de la prioridad del Evangelio según San Mateo y, considerado por algunos, voz preeminente de los ingleses en el Concilio Vaticano II (1962-1965).

## Publicaciones
Butler fue un escritor prolífico. Una bibliografía de sus libros, artículos y críticas alcanza 337 títulos. Fue un invitado popular en los programas radiales de la BBC.
- The Originality of St. Matthew: A Critique of the Two-document Hypothesis, 1951
- Ante-Nicene Christianity, 1952
- The Theology of Vatican II. The Sarum lectures, 1966, 1967
- In the light of the Council, 1968
- Christians in a New Era, 1969
- A Time to Speak, 1972
- The Church and unity: an essay, 1979
- The Theology of Vatican II, 1981
- An Approach to Christianity, 1981
- Prayer: An Adventure in Living, 1983
- Always Inspired: Why Bible-believing Christians Need the Catholic Church, 2011
- The Church and the Bible, 2013